# Nordra Kringskjeret
Nordra Kringskjeret est une île norvégienne du comté de Hordaland appartenant administrativement à Bømlo.

## Description
Rocheuse et désertique, à fleur d'eau, il s'agit d'un rocher qui s'étend sur environ 70 m de longueur pour une largeur approximative de 64 m.  